# 奧拉西奧·巴斯克斯
费利佩·奧拉西奧·巴斯克斯·拉哈拉（西班牙語：Felipe Horacio Vásquez Lajara，1860年10月22日—1936年3月25日）是多明尼加共和国政治人物，原本在胡安·伊西德罗·希门尼斯任內擔任副總統，1902年發動政變奪權。在美軍撤出多明尼加後再次出任總統，直到1930年被拉斐爾·埃斯特雷利亞·烏雷尼亞以及拉斐爾·特魯希略領導的叛軍推翻。